# Vilhelm VI av Akvitanien
Vilhelm VI av Akvitanien, född 1004, död 1038, var regerande hertig av Akvitanien från 1030 till 1038. 